# Carys Hawkins
Carys Hawkins (Cardiff, 29 agosto 1988) è un'ex calciatrice e avvocato australiana, internazionale per il Galles, in carriera attiva nel ruolo di difensore; ritiratasi dal calcio, esercita la professione di avvocato penalista a Perth.

## Carriera

### Club
Carys Hawkins nasce a Cardiff, in Galles, ma si trasferisce in Australia con i genitori all'età di 4 anni, dove cresce a Perth, capitale dell'Australia Occidentale. Si appassiona fin dalla giovane età al calcio tesserandosi per il Northern Redbacks, società di Perth, dove cresce calcisticamente, inserita nelle formazioni giovanili della sezione femminile.
Nel 2008 viene contattata dal Perth Glory, società che sta allestendo una formazione interamente femminile da iscrivere alla neofondata W-League che diventerà il massimo livello del campionato australiano femminile di calcio. Hawkins veste la maglia del Perth Glory per le successive stagioni, sfiorando l'accesso alla fase al termine della stagione 2012-2013.
Durante la pausa estiva del campionato decide di affrontare l'esperienza del calcio estero scegliendo di vestire la maglia della svedese Umeå Södra per giocare nella Division 1, terzo livello del campionato svedese femminile di calcio, nella stagione 2012, esperienza che ripete anche l'anno successivo accasandosi con il Sunnanå che milita però in Damallsvenskan, il campionato di vertice nella struttura calcistica femminile della Svezia. Nel 2014 formalizza invece il passaggio al Fylkir, squadra islandese, dove gioca nel Úrvalsdeild, massimo livello del locale campionato di calcio femminile.

### Nazionale
Carys Hawkins viene convocata nella nazionale gallese in occasione dell'edizione 2013 dell'Algarve Cup, torneo ad invito che si svolge in Portogallo. Le prestazioni offerte convincono i vertici della Federazione calcistica del Galles a richiamarla in rosa anche in occasione delle qualificazioni al mondiale 2015.